# NGC 7632
NGC 7632 = IC 5313 ist eine linsenförmige Galaxie vom Hubble-Typ SB0 im Sternbild Kranich am Südsternhimmel. Sie ist schätzungsweise 67 Millionen Lichtjahre von der Milchstraße entfernt.
Das Objekt wurde am 5. September 1834 vom britischen Astronomen John Herschel entdeckt.